# (3366) Gödel
(3366) Gödel est un astéroïde de la ceinture principale.

## Description
(3366) Gödel est un astéroïde de la ceinture principale. Il fut découvert par Thomas Schildknecht le 22 septembre 1985 à l'observatoire Zimmerwald. Il présente une orbite caractérisée par un demi-grand axe de 3 UA, une excentricité de 0,086 et une inclinaison de 9,96° par rapport à l'écliptique.
Il fut nommé en hommage à Kurt Gödel (28 avril 1906 – 14 janvier 1978), logicien et mathématicien austro-américain.

## Compléments